# Dale (månekrater)
 For alternative betydninger, se Dale. (Se også artikler, som begynder med Dale)
Dale er et lille nedslagskrater på Månen. Det befinder sig i den fjerneste, østlige del af Månens forside syd for Mare Smythii, og det er opkaldt efter den engelske fysiolog og nobelprismodtager Henry H. Dale (1875 – 1968).
Navnet blev officielt tildelt af den Internationale Astronomiske Union (IAU) i 1976. 
Krateret ligger i et område af Månens overflade, som på grund af libration fra tid til anden er ude af synsvidde.

## Omgivelser
Dalekrateret ligger sydøst for det større Kastnerkrater og nordøst for Ansgariuskrateret. 

## Karakteristika
Det er et relativt lavt og ubetydeligt krater med en noget eroderet rand. Der ligger et mindre krater over randens syd-sydvestlige del, hvilket har skabt en åbning til dets indre. Randen er noget lavere langs den nordlige kant. Krateret er ellers kun mærket af få småkratere.

## Måneatlas
- Billeder af Dalekrateret i LPI-måneatlasset